# 足立光
足立 光（あだち ひかる、1968年 - ）は、日本の実業家・経営コンサルタント。ファミリーマートエグゼクティブ・ディレクター チーフ・マーケティング・オフィサー（CMO）、スマートニュースアドバイザー、I-ne社外取締役。
過去に、シュワルツコフヘンケル代表取締役社長、同社取締役会長、日本マクドナルドチーフ・マーケティング・オフィサー、ナイアンティックアジア太平洋プロダクトマーケティングシニアディレクターなどを歴任した。

## 人物・経歴
米国テキサス州オースティン生まれ。父は歴史学者の足立康。母方の叔父にイザヤ・ベンダサン（山本七平）。桐朋高等学校を経て、1990年一橋大学商学部卒業。竹内弘高ゼミ出身。共著もあるマーケターの土合朋宏元20世紀フォックス日本法人社長や、阿久津聡一橋大学教授はゼミの同期。
大学卒業後、プロクター・アンド・ギャンブル・ファー・イーストのマーケティング部に入り、新製品開発部初代マネージャーなどを経て、1996年から韓国P&G勤務。アジア通貨危機勃発後、1998年、ブーズ・アレン・ハミルトンに移り、同社マネージャーを務めた。上司の西浦裕二や遠藤功によるローランド・ベルガー日本法人の本格的な立ち上げに伴って移籍し、同社プロジェクトマネージャを務めた。経営コンサルタントとして、全社成長戦略、新製品導入マーケティング戦略、海外進出戦略、マーケティング能力強化、販売・チャネル戦略などに携わる。
2004年ヘンケル ライオン コスメティックスマーケティング部長。2005年からシュワルツコフヘンケル代表取締役社長を務め、同社の黒字化を達成。2007年ヘンケルジャパン取締役シュワルツコフ プロフェッショナル事業本部長兼務。2010年シュワルツコフヘンケル取締役会長。2011年ヘンケル　ビューティーケア　コーポレート・ヴァイス・プレジデント、北東・東南アジア統括（リテール事業・プロフェッショナル事業）ゼネラル・マネージャー。その後ワールド執行役員国際本部本部長を務め、海外事業の黒字化などを行った。
2015年から日本マクドナルド上席執行役員マーケティング本部長。チーフ・マーケティング・オフィサーを務め、業績急落の中、売上増加に向けたマーケティングを展開した。
村井説人の誘いを受け、2018年9月28日、ナイアンティックアジアパシフィック プロダクトマーケティング シニアディレクターに就任。同年ローランド・ベルガー日本法人エクゼクティブ アドバイザー及びスマートニュースマーケティング戦略アドバイザーに就任。2019年I-ne社外取締役。2020年10月1日ファミリーマートエグゼクティブ・ディレクター チーフ・マーケティング・オフィサー（CMO）。2023年ノバセル取締役。M-Forceパートナー、コープさっぽろマーケティング・アドバイザーなども兼任。

## 著作

### 著書
- 『マクドナルド、P&G、ヘンケルで学んだ 圧倒的な成果を生み出す「劇薬」の仕事術』ダイヤモンド社 2018年
- 『「300億円赤字」だったマックを六本木バーの店長がV字回復させた秘密』WAVE出版 2019年
- 『世界的優良企業の実例に学ぶ 「あなたの知らない」マーケティング大原則』（土合朋宏と共著）朝日新聞出版 2020年
- 『アフターコロナのマーケティング戦略 最重要ポイント40』（西口一希と共著）ダイヤモンド社 2020年

### 訳書
- エリック・シュルツ著『マーケティングゲーム』（土合朋宏と共訳）東洋経済新報社 2002年
- アリシア・ペリー,デビッド・ウィスナム三世共著『ブランディング・ゲーム』（土合朋宏と共訳）東洋経済新報社 2004年
- デーヴィス・ダイアー,ロウェナ・オレガリオ,フレデリック・ダルゼル共著『P&Gウェイ』（前平謙二と共訳） 東洋経済新報社 2013年